# شقراقيات
الشقراقيات أو الضؤضئيات أو غدفيات الشكل (الاسم العلمي: Coraciiformes) وهي رتب من الطيور الملونة القريبة من طيور الجواثم ومنها: الرفراف، الهدهد، وروارية، الشقراقية، وأبو قرن، وأبو معول. وتشترك بأن لديها ارتفاق الأصابع.

## تصنيف
- فصيلة منقرضة (الاسم العلمي: †Sylphornithidae)
- فصيلة وروارية Meropidae
- فصيلة شقراقية Coraciidae
- رتيبة قاوند Alcedines
- رتيبة الشقراقاويات (الاسم العلمي: Coracii)
- رتيبة القاونداويات (الاسم العلمي: Halcyones)
- رتيبة (الاسم العلمي: Bucerotes)